# Wialki
Wialki is een plaats in de regio Wheatbelt in West-Australië.

## Geschiedenis
Ten tijde van de Europese kolonisatie leefden de Kalamaia Aborigines in de streek. In 1836 leidde John Septimus Roe een expeditie in de streek. De eerste kolonisten die er zich vestigden waren sandelhoutsnijders en veetelers. Pas vanaf de jaren 1910 werd in de streek aan landbouw gedaan.
Rond 1930 besliste de overheid een spoorweg door de streek aan te leggen. Er werd een spoorwegstation gebouwd nabij een waterbron van de Aborigines. In 1933 werd aan het station een dorp gesticht. Het werd Wialki genoemd, naar de waterbron. De betekenis van de naam is niet bekend. Een jaar voordien was er reeds een basisschooltje geopend.

## Beschrijving
Wialki maakt deel uit van het lokale bestuursgebied (LGA) Shire of Mt Marshall. Het is een verzamel- en ophaalpunt voor de oogst van de in de streek bij de Co-operative Bulk Handling Group aangesloten graanproducenten.
Wialki heeft een golfclub. In 2021 telde Wialki 45 inwoners, tegenover 112 in 2006.

## Toerisme
Wialki ligt langs de toeristische autoroute 'Granite Loop Trail'.

## Transport
Wialki ligt 341 kilometer ten oostnoordoosten van de West-Australische hoofdstad Perth, 128 kilometer ten noorden van het langs de Great Eastern Highway gelegen Merredin en 63 kilometer ten noordoostnoorden van Bencubbin, de hoofdplaats van het lokale bestuursgebied waarvan het deel uitmaakt.
De spoorweg die door Wialki loopt maakt deel uit van het goederenspoorwegnetwerk van Arc Infrastructure.

## Externe links

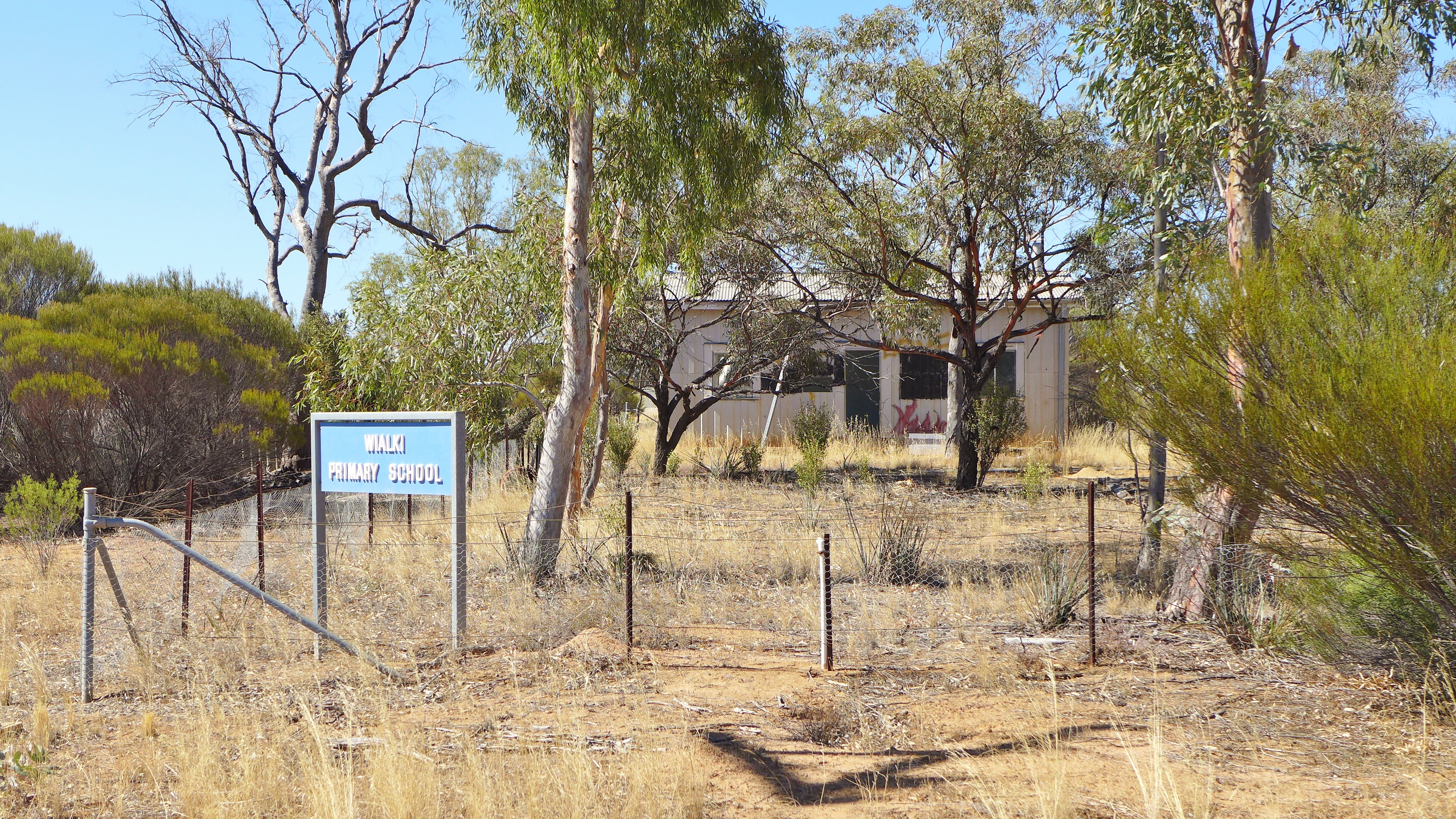
Voormalig basisschooltje